# Unterhof Gilsa
Koordinaten: 51° 0′ 50″ N, 9° 11′ 37″ O

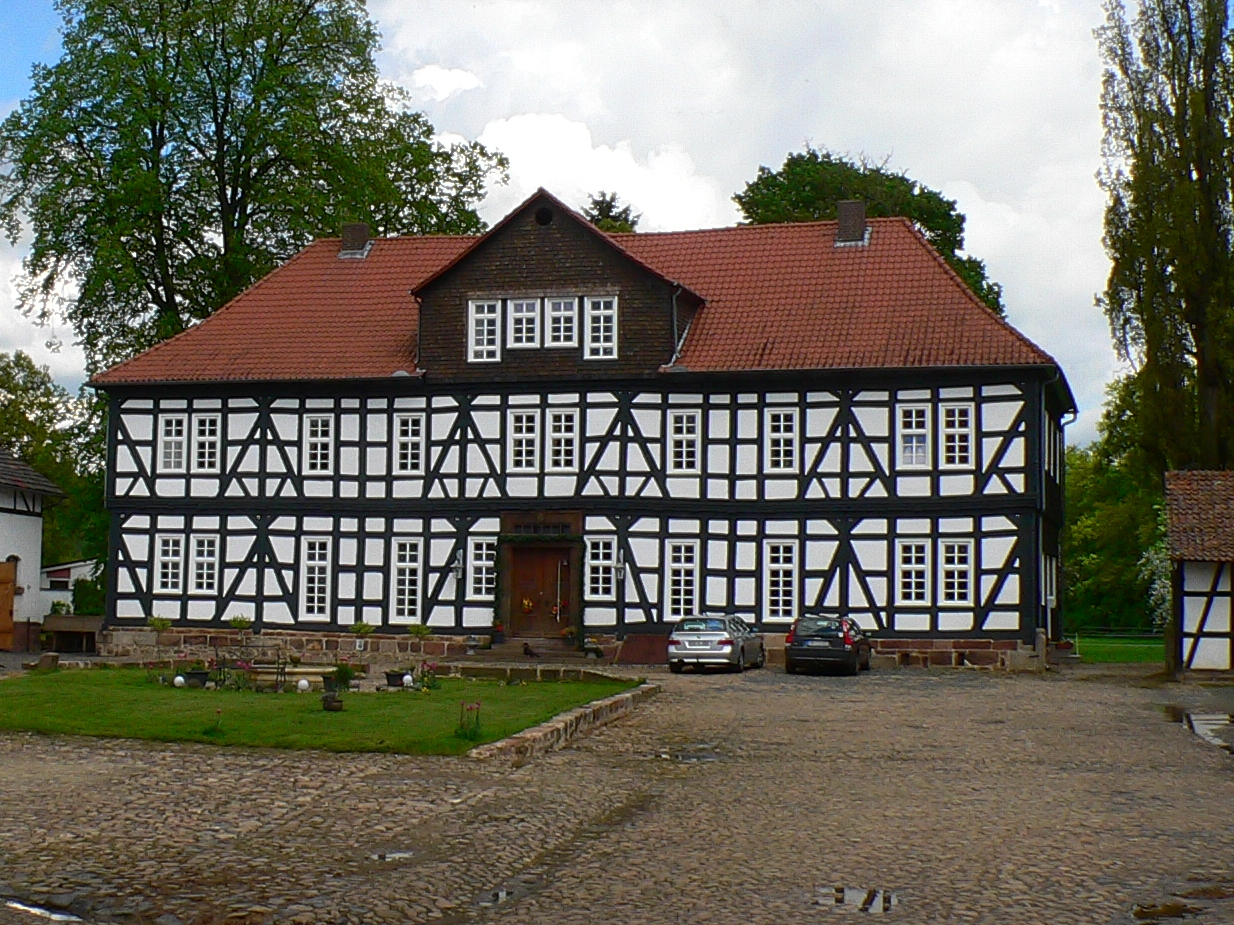
Unterhof Gilsa

Der Unterhof Gilsa ist ein Gutshof mit Herrenhaus in Gilsa, einem Ortsteil der Gemeinde Neuental im nordhessischen Schwalm-Eder-Kreis.

## Bau
Die Anlage befindet sich unmittelbar östlich der Patronatskirche am Nordrand des Dorfes. Sie war Stammsitz des Astes „Gilsa-Unterhof“ des örtlichen Adelsgeschlechts derer von und zu Gilsa, das sich im 16. Jahrhundert in zwei große Äste, „Gilsa-Oberhof“ und „Gilsa-Unterhof“, teilte und neben der alten Wasserburg der Familie, heute Mittelhof genannt, die beiden benachbarten Hofsitze Oberhof und Unterhof erbaute.
Der Unterhof ist eine weitläufige und an allen vier Seiten umbaute Hofanlage, mit Herrenhaus und Wirtschaftsgebäuden, und wird noch heute als landwirtschaftlicher Betrieb im Besitz der Familie von und zu Gilsa betrieben. Das Fachwerk-Herrenhaus mit Zwerchhaus in der Mittelachse wurde um 1700 errichtet; bemerkenswert ist die quergeteilte und repräsentativ geschnitzte Haustür von 1809.

## Privatfriedhof
Am bewaldeten Hang nördlich des Unterhofes richteten die Freiherren von und zu Gilsa um 1920 einen Privatfriedhof ein, mit monumentalem Treppenaufgang und Friedhofsportal.